# Uprising (película)
Uprising (Rebelión en Polonia - Sublevación en el gueto en España e Insurrección en Hispanoamérica) es una película estadounidense de televisión del año 2001 de Jon Avnet, junto con Paul Brickman, que escribió el guion. La película trata el tema de la rebelión del Gueto de Varsovia durante la Segunda Guerra Mundial.

## Argumento
En el año 1942, Polonia está desde hace tres años bajo el control de la Alemania nazi. Los judíos de Varsovia están en un gueto y viven en condiciones inhumanas, donde los conquistadores nazis gobiernan con brutal tiranía. Además los soldados de la Wehrmacht y de las SS penetran día tras día en el areal encerrado, reúnen a gente y luego los envían de manera sistemática al campo de exterminio de Treblinka, incluyendo a la madre y hermana de Tosia Altmann. Ella se une por ello a la ŻOB, una organización de resistencia judía, que es dirigida por Mordechaj Anielewicz.
Juntos participan en la lucha contra los odiados ocupantes, lo que culmina en la Rebelión del gueto de Varsovia. La lucha desesperada para salvarse de la deportación, es brutalmente oprimida por la Alemania nazi y los supervivientes son fusilados o enviados a Treblinka. Pocos logran escaparse del genocidio, incluyendo Tosia. Sin embargo, una semana más tarde, es detenida por la Gestapo y muere en su custodia, mientras que otros continuaron la lucha en la clandestinidad y sobrevivieron a la guerra. Jürgen Stroop, el responsable de la represión de la sublevación, fue condenado a muerte y ejecutado después de la guerra en Polonia.

## Reparto
- Leelee Sobieski - Tosia Altman
- Hank Azaria - Mordechai Anielewicz
- David Schwimmer - Yitzhak 'Antek' Zuckerman
- Jon Voight - General Jürgen Stroop
- Donald Sutherland - Adam Czerniakow
- Stephen Moyer - Simha 'Kazik' Rotem
- Sadie Frost - Zivia Lubetkin
- Radha Mitchell - Mira Fuchrer
- Mili Avital - Devorah Baron
- Eric Lively - Arie Wilner
- Alexandra Holden - Frania Beatus

## Contexto histórico
La película aborda el Holocausto Judío desde la perspectiva de la Insurrección de Varsovia, que fue oprimida brutalmente por los nacionalsocialistas durante la Segunda Guerra Mundial .

## Producción
El guion está basado principalmente en los libros del profesor Israel Gutman y en entrevistas con los sobrevivientes de la revuelta Simcha ‘Kazik’ Rotem y Marek Edelman, mientras que la producción se rodó en Bratislava,  Eslovaquia, donde se reprodujo el gueto de Varsovia.

## Recepción
En líneas generales la película resulta interesante y se nota que se ha hecho un esfuerzo sincero por mostrar la realidad de los hechos históricos lo más fidedignamente posible. El director de la película logra aquí un film de vistas y de reparto intachables. Aunque sea contado con tono documental, se muestra claramente, que la divisa de los luchadores es “crear un clima moral en un mundo inmoral. Aun así tal vez la película tiene el pecado de ser un poco maniquea y simplista, sobre todo al describir la actuación de los polacos no judíos.

## Premios
- Globos de oro (2001): candidata a Mejor actriz en una miniserie o película de TV (Sobieski)
- Sindicato de Directores (DGA) (2001): candidata a Mejor director (Miniserie/Telefilm)
- Premios Emmy (2002): Un premio; 4 candidaturas